# Pale Blue
『Pale Blue』（ペール・ブルー）は、日本のシンガーソングライター・米津玄師の11枚目のCDシングル。前作「馬と鹿」より約2年ぶりとなっている。2021年6月16日にSony Music Labelsから発売された。ジャケットがパズルになっている「パズル盤」、DVD付きの「リボン盤」、CDのみの「通常盤」の３形態で発売。初回限定盤には、「Pale Blueフレグランス」が封入された。表題曲「Pale Blue」は、TBS系 金曜ドラマ『リコカツ』の主題歌に起用されており、CDの発売に先駆けて5月31日に先行配信された。

## 背景とリリース
表題曲はTBS系 金曜ドラマ『リコカツ』の主題歌として書き下ろされ、楽曲はドラマ内で初公開となった。公開前には楽曲に合わせたアーティストビジュアルが公開された。4月30日には、米津が“恋に落ちた瞬間”を描いたものだというジャケットアートワークが公開され、また特設サイトもオープンした。
シングルはパズル盤、リボン盤、通常盤の3形態でリリースされた。初回限定盤付属の法人特典としては楽曲のイメージで制作されたオリジナルの香りを楽しめるカード「Pale Blueフレグランス」が付属したほか、水に浸すと米津のイラストやサインが浮かび上がる加工の施された「Pale Blue Letter」もサプライズ封入された。また表題曲「Pale Blue」の先行配信タイミングに合わせて、ショートムービープラットフォーム・TikTokにて米津がこれまで発表してきた楽曲の配信がスタートした。
| 形態     | 規格                  | 規格品番    |
| -------- | --------------------- | ----------- |
| パズル盤 | パズル型ジャケット+CD | SECL-2670~1 |
| リボン盤 | 7inch紙ジャケ+CD+DVD  | SECL-2672~3 |
| 通常盤   | CD                    | SECL-2674   |

## 制作
収録されている3曲のなかで最初に制作したのは「ゆめうつつ」だった。2020年8月頃にタイアップのオファーが入り、作り始めたという。「Pale Blue」は、3回のボツを経て制作されており、米津は「今までの音楽人生の中で一番大変」だったと述べている。その「Pale Blue」の完成が締め切りに間に合った安心感の中で制作されたのが「死神」だった。肩の力が抜けてカジュアルな制作だったといい、どうやったらウケるかとか、笑えるかなとか考えながら作ったと述べている。

## 音楽性と楽曲
Pale Blue
ストリングス、ピアノなどの生楽器の響きを活かしたクラシカルな音像が特徴的な楽曲。米津が「久しぶりに作った」というラブソングである。抑制が効果的に働くAメロ～Bメロ、剥き出しの感情が歌唱によって表現されるサビなどが特徴的である。曲後半では4拍子から6/8拍子のワルツのリズムにスイッチし、そのまま曲が終わるという特殊な構成となっており、また同時に、それまで「恋をしていた」と過去の描写だった歌詞が「恋をしている」と現在形の言葉になるなど、時制の変化も表現されている。
リズム&ドラム・マガジンのライター・長野祐亮は、「至近距離で鳴っているように感じさせる質感の高いクローズド・リム・ショット」が本楽曲のドラミングで印象的な部分だと指摘している。またフィルは全体を通して極力少なく抑えられおり、その他にも「展開を追うごとに機械のような緻密さと歌心を併せ持つハイハットや、微妙なハネを含む16分のキックの音数を増やして、小気味良い躍動を加味」していく点も本楽曲の特徴だとしている。なお本楽曲のドラムは堀正輝が演奏している。
2022年9月より行われた「2022 TOUR / 変身」でライブ初披露された。
ゆめうつつ
「いろんな混乱があって、いろんなイデオロギーの対立があって、みんな出口がわからない状態で、とにかく相手を打ち負かさんとするような主張が積み重なっていたこと」に対して米津の中で積み重なっていた「怒りや不安」がモチーフにある楽曲。音楽ジャーナリストの柴那典によると、和音やメロディの動きに現代ジャズの要素があり、グルーヴにも身体的な気持ちよさがある曲である。これには米津の実験的な精神が反映されているという。
2022年9月より行われた「2022 TOUR / 変身」でライブ初披露された。
死神
米津によると、落語の「死神」という演目にある「アジャラカモクレン テケレッツのパー」というフレーズの言葉の響きが好きで、それを音楽にした曲だという。
2022年9月より行われた「2022 TOUR / 変身」でライブ初披露された。

## 評価・批評
- 音楽評論家の鹿野淳は表題曲「Pale Blue」について、「本当に凄い」とコメントしており、「バロック調の曲が2サビが終わった後で一瞬の三連を経てワルツにリズムが転調するのが壮絶に美しい」とした上で「その2サビでマーチ（行進曲）をさり気なく刷り込み、ワルツへの転調に秩序を生み出し、さらにダイナミックに愛の残酷さを響かせ惚れ惚れする」と評した[25]。
- お笑いタレントの伊集院光は「死神」について、自身のラジオ番組『伊集院光 深夜の馬鹿力』で「落語の『死神』を題材にしてる。ビデオも、寄席で米津さんが落語家の格好して死神やって、米津さんが客として死神聞いてるっていう歌なのよ」と説明し、伊集院は6月13日に師匠の三遊亭円楽と行った「三遊亭円楽・伊集院光 二人会」で『死神』を口演しており、「この曲の発表が1か月前だったら俺、絶対パクったことになる（笑）」と話した。また、楽曲について、「音として落語の感じとか、死神の感じとかが、上手く言えないんだけど、陰気な爺さんが死神の話してるときの、ウダウダウダウダ～ってしてる感じを俺は再現しているような気がしたりとか、死神退治のおまじないを音感的にとらえるとこういう曲になるのかって」「米津玄師さんが『死神』をどういう風にとらえたかとか、すごい知りたいよね。もちろんストーリーも合ってるんだけど、音感的なことで死神をとらえるっていう、ちょっと面白い感じ」と語った[26][27]。
- 音楽ジャーナリストの柴那典は、「死神」の重要なポイントとして、「もちろん落語もあるけど、『足踏みの音』で始まって『ろうそくの炎を吹き消す音』で終わる、他にも笑い声とか舌を転がす音とか、つまり自身の肉体性を伴う音が曲の具材になってること」を挙げている[28]。

## チャート成績
5月31日に先行配信された表題曲「Pale Blue」は初動84,385DLを売り上げ、2021年6月9日公開の「Billboard Japan Download Songs」にて初登場1位を獲得した。またラジオ2位、Twitter3位、動画再生6位、ストリーミング7位と他指標でも好スタートを切り、総合ソング・チャート「JAPAN HOT 100」では初登場2位となった。2週目も37,396DLを売り上げ「Download Songs」にて2週連続1位を獲得したほか、ラジオ1位、ストリーミング&＆動画再生2位、Twitter7位とバランス良く推移し、総合チャート「Japan Hot 100」では3位をマークした。
フィジカルCDが発売されると、2021年6月23日公開（集計期間：2021年6月14日～6月20日）の「Billboard Japan Top Single Sales」で初動売上161,252枚を記録し2位を獲得し、また同週の「HOT 100」では2021年度ソロ・アーティストとして最高ポイント（6月23日現在）を獲得して、総合首位に立った。表題曲「Pale Blue」は同週の「Download Songs」で28,334DLを売り上げ3度目の首位を獲得しており、またカップリング曲の「ゆめうつつ」は同チャートで6位（9,005DL）に初登場した。
続く週も表題曲「Pale Blue」が26,790DLを売り上げて「Download Songs」で4週連続首位を獲得し、総合チャート「JAPAN HOT 100」では3位を記録した。また同週にデジタル解禁されたカップリング曲「死神」は19,520DLを売り上げて「Download Songs」2位に初登場し、「ゆめうつつ」は前週6位から3位（14,846DL）へとジャンプアップした。これを受けて、米津は当週「Download Songs」トップ3を独占することとなった。

### 認定と売上
|                                                       | 認定（RIAJ） | 売上/再生回数       |
| ----------------------------------------------------- | ------------ | ------------------- |
| フィジカルCD                                          | プラチナ     | 250,000＾枚         |
| 「Pale Blue」                                         |              |                     |
| ダウンロード                                          | ゴールド     | 240,000 DL          |
| ストリーミング                                        | プラチナ     | 100,000,000* 回再生 |
| ＾認定に基づく出荷枚数 *認定のみに基づく売上/再生回数 |              |                     |

## ミュージックビデオ
Pale Blue
監督：山田智和
2021年6月4日22時55分にYouTubeにて公開された。監督は、「Lemon」「馬と鹿」「カムパネルラ」でもタッグを組んだ山田智和が務めており、また『第69回NHK紅白歌合戦』で米津が「Lemon」を歌った際にダンサーを務めた菅原小春が出演している。
死神
監督：永戸鉄也
2021年6月24日22時13分にYouTubeにてショートバージョンが公開された。落語の寄席が舞台となっており、米津は噺家をはじめ、死神や観客も演じている。

## 収録内容
| 全作詞・作曲: 米津玄師、全編曲: 米津玄師・坂東祐大。 |                |          |            |      |
| #                                                    | タイトル       | 作詞     | 作曲・編曲 | 時間 |
| 1.                                                   | 「Pale Blue」  | 米津玄師 | 米津玄師   | 4:56 |
| 2.                                                   | 「ゆめうつつ」 | 米津玄師 | 米津玄師   | 5:04 |
| 3.                                                   | 「死神」       | 米津玄師 | 米津玄師   | 3:00 |
| 合計時間:                                            | 合計時間:      | 13:00    |            |      |

| #  | タイトル         | 作詞 | 作曲・編曲 | 監督     |
| -- | ---------------- | ---- | ---------- | -------- |
| 1. | 「感電」         |      |            | 奥山由之 |
| 2. | 「カムパネルラ」 |      |            | 山田智和 |
| 3. | 「カナリヤ」     |      |            | 是枝裕和 |

| 監督: 佐伯雄一郎。 |              |      |            |
| #                  | タイトル     | 作詞 | 作曲・編曲 |
| 4.                 | 「感電」     |      |            |
| 5.                 | 「迷える羊」 |      |            |
| 6.                 | 「SPOT」     |      |            |

## タイアップ
Pale Blue
TBS系 金曜ドラマ「リコカツ」主題歌
ゆめうつつ
日本テレビ系「news zero」テーマ曲

## クレジット

### MUSIC
| Pale Blue - 米津玄師 : Vocal - 小川翔 : Guitar - 須藤優 (ARDBECK, XIIX)：Bass - 堀正輝 (ARDBECK) : Drums - 坂東祐大 : Piano - Ensemble FOVE : Strings, Timpani - 蔡健治 : Drum Technician - 三宅彰 : Vocal Direction - 小森雅仁 : Recorded and Mixed | ゆめうつつ - 米津玄師 : Vocal - 小川翔 : Guitar - 須川崇志 : Bass - 石若駿 : Drums - 坂東祐大 : Electric Piano - 蔡健治 : Drum Technician - 三宅彰 : Vocal Direction - 齋藤裕也 : Rhythm Recorded - 小森雅仁 : Recorded and Mixed | 死神 - 米津玄師 : Vocal, Guitar, Instrumental - 須藤優 (ARDBECK, XIIX) : Bass - 望月達也 : Drum Technician - 小森雅仁 : Recorded and Mixed |

- Randy Merrill (STERLING SOUND) : Masterd

### ARTWORK
- 米津玄師 : All Illustration
- Shintaro Kira : Design